# Ејмир Квин
Ејмир Мери Роуз Квин (Маунт Мерион, 18. децембар 1972) јесте ирски певач и композитор. Најпознатија је по победи на Песми Евровизије 1996. са песмом „The Voice”. Од тада је била на турнејама и великим наступима широм света и објавила је четири студијска албума.

## Лични живот
Квин је удата за Ноела Карана, радио и телевизијског продуцента, бившег генералног директора РТЕ и садашњег генералног директора ЕРУ. Имају две ћерк и живе између Ирске и Швајцарске.

## Дискографијa

### Синглови и ЕП
- 1996: The Voice (IRL No. 3,[2] UK No. 40[3])
- 1996: Winter, Fire and Snow EP
- 1997: Ave Maria

### Албуми
- 2001: Through the Lens of a Tear
- 2006: Gatherings
- 2007: Oh Holy Night
- 2020: Ériu